# Fatemeh Rahbar
Fatemeh Rahbar (în persană فاطمه رهبر, transliterat: Fâtemeh Rahbar;  n. 1964, Teheran, Iran – d. 7 martie 2020, Teheran, Iran) a fost o politiciană iraniană conservatoare, care a servit trei mandate ca membru al Parlamentului Iranian, reprezentând Teheran, Rey, Shemiranat și Eslamshahr. Rahbar a fost aleasă în Parlament pentru a patra oară, dar a decedat înainte de a începe mandatul. 

## Viață
Rahbar obținut o diplomă de master în comunicare vizuală și un doctorat în management strategic. A lucrat ca manager de producție pentru Rețeaua de Internet și ca secretar al Consiliului Suprem privind Politica în domeniul Internetului.
Rahbar a fost o politiciană conservatoare și membră a Partidului Islamic de Coaliție. Ea a servit trei mandate între 2004 și 2016 ca membru al Parlamentului Iranian reprezentând Teheran, Rey, Shemiranat și Eslamshahr. Ca membru al parlamentului, Rahbar a avut funcțiile de vice-președinte al Comisiei Naționale Iraniene pentru UNESCO, președinte al Fracțiunii de Femei și președinte al Comisiei pentru Mass-Media și Artă. Rahbar a lucrat și ca director adjunct al Imam Khomeini Relief Foundation. A fost aleasă pentru al patrulea mandat în Parlament, dar a murit înainte de a-l începe.
Rahbar intrat în comă pe 5 martie 2020 din cauza COVID-19 în timpul pandemiei de coronaviroză din 2019-20. A murit pe 7 martie 2020 din cauza complicațiilor cauzate de boală.